# Salix polaris
Il salice polare (Salix polaris Wahlenb., 1812) è una pianta arbustiva della famiglia Salicaceae che ha una distribuzione circumpolare.

## Descrizione
È uno dei più piccoli salici del mondo, è un procombente, un arbusto nano rampicante, alto soltanto 2–9 cm, ed ha ramificazioni sotterranee o stoloni negli strati del suoli più superficiali.
Le foglie sono arrotondate-ovate, 5–32 mm lunghe e 8–18 mm larghe, verde scuro e ha i bordi non frazionati. 
È una pianta dioica, ovvero esistono come piante separate femminili e maschili. I fiori sono raggruppati in corti amenti capaci di produrre soltanto pochi fiori. 
Il frutto è di colore brunastro con capsula pelosa. I lunghi stoloni con peduncoli liberamente-radicati strisciano sopra tappetini di muschi e licheni, tenendoli uniti insieme e proteggendoli dal vento. Esso cresce anche sulla ghiaia aperta come nella vegetazione chiusa.

## Distribuzione e habitat
Cresce nell'alta tundra artica, estendendosi a nord ai limiti delle terra, e a sud dell'Artico nelle montagne della Norvegia, negli Urali settentrionali, e nell'Altaj settentrionale, Kamčatka, e la Columbia Britannica, Canada.
I resti fossili delle specie provenienti dai periodi glaciali del Pleistocene sono conosciute nel sud Europa, Inghilterra meridionale, Alpi, e Carpazi.